# Централен стадион (Астрахан)
Централният стадион е многофункционален стадион в Астрахан, Русия.
На него домакинските си мачове играе местният „Волгар“. Капацитетът му е 21 500 зрители. През 2001 стадионът е побирал 29 000 души.
Първата му реконструкция е извършена през 1964 г. Стадионът е обновен през 2008 г. по случай 450-годишнината от основаването на града. Също така на стадиона е проведена контролата между сборните отбори на ФНЛ и италианската Серия Б